# Ptolemeu de Jònia
Ptolemeu de Jònia o Ptolemeu d'Efes o Ptolemeu Andròmac (en llatí Ptolemaeus, en grec antic Πτολεμαίος) era un fill bastard de Ptolemeu II Filadelf d'Egipte.
El seu pare el va nomenar governador d'Efes i la Jònia egipcia, després de la conquesta de la ciutat a Antíoc I Soter. El 261 aC a la mort d'Antíoc I es va fer la pau amb el seu fill Antíoc II Theós sobre la base del manteniment de les posicions vigents. La pau no va durar i la rebel·lió de Ptolemeu, governador de la Jònia Egípcia, instigada per Antíoc, juntament amb Timarc, tirà de Milet, va suposar la re-iniciació de les hostilitats l'any 260 aC. Els selèucides van recuperar Cilícia i la costa fenícia i van retornar la llibertat a les ciutats fenícies. El 258 aC els selèucides van entrar a Efes, capital de la Jònia Egípcia, i a Milet, i van ocupar tota la regió.
Una revolta dels mercenaris tracis el va obligar a refugiar-se al temple d'Àrtemis a Efes, on va ser assassinat junt amb la seva companya Eirene, segons Troge Pompeu. A la pau que va seguir, Egipte va haver de renunciar a Jònia i altres possessions.